# Trường Trung học phổ thông Bùi Thị Xuân, Đà Lạt
Trường Trung học phổ thông Bùi Thị Xuân, Đà Lạt là một trường trung học phổ thông công lập nằm trên đường Bùi Thị Xuân, phường 2, thành phố Đà Lạt. Trường được thành lập vào năm 1952 và từng là trường nữ trung học công lập đầu tiên tại Tây Nguyên. Hiện nay, trường được xem là một trong những trường học lớn, số lượng học sinh đông và có tuổi đời lâu nhất của thành phố này. Trường THPT Bùi Thị Xuân - Đà Lạt là ngôi trường có bề dày truyền thống, là trường điểm, có chất lượng đào tạo cao hàng đầu, một trong những trường trọng điểm về cải cách giáo dục và thực hiện thí điểm phân ban của thành phố Đà Lạt cũng như tỉnh Lâm Đồng. Trường đã được công nhận đạt chuẩn quốc gia từ năm 2012.

## Lịch sử[3]

### Hình thành và phát triển[4]
Sau khi chính phủ Liên bang Đông Dương trao trả vùng Cao nguyên Trung phần cho chính phủ Quốc gia Việt Nam (30/05/1949), ngày 15/04/1950, Quốc trưởng Bảo Đại ký Dụ số 6-QT/TD thành lập Hoàng triều Cương thổ với thủ phủ là Đà Lạt. Hệ thống giáo dục công lập bậc trung học tại Đà Lạt lúc này chỉ có 2 trường: trường Lycée Yersin (nay là Trường Cao đẳng Sư phạm Đà Lạt) chỉ giảng dạy tiếng Pháp và trường Lycée Bảo Long (tiền thân của trường nam trung học Trần Hưng Đạo) chỉ tiếp nhận học sinh từ trường Thiếu sinh quân Đà Lạt. Để đáp ứng nhu cầu học tập cho con em người Việt Nam ở đây, chương trình Trung học Việt Nam đã được thiết lập với sự ra đời của trường Trung học Việt Nam (Lycée Vietnamien) vào tháng 09/1952, tiền thân của trường THPT Bùi Thị Xuân - Đà Lạt ngày nay với địa điểm đầu tiên tại trường Tây Hồ (nay là trường THCS Phan Chu Trinh). Lúc này, trường chỉ có duy nhất 1 lớp Đệ thất (lớp 6). Trường trở thành một trong 3 trường trung học công lập của Đà Lạt lúc bấy giờ là trường Lycée Yersin và trường Lycée Bảo Long.
Năm 1953, trường chuyển sang mượn tạm địa điểm tại trường tiểu học bổ túc Đà Lạt (nay là trường tiểu học Đoàn Thị Điểm). Lúc bấy giờ trường có 3 lớp: 2 lớp Đệ thất (lớp 6) và 1 lớp Đệ lục (lớp 7).
Năm 1954, trường được chuyển về địa điểm hiện nay, lúc đó vừa mới được xây xong. Trường lấy tên là trường Phương Mai - tên của công chúa, con gái Quốc trưởng Bảo Đại và chỉ có một dãy nhà A gồm 10 phòng học. Do hệ quả của Hiệp định Genève được ký kết vào ngày 20/07/1954, rất nhiều người dân đã di cư từ phía Bắc vào miền Nam và định cư tại Đà Lạt, số học sinh của trường vì vậy cũng tăng lên khiến trường phải mở thêm các lớp Đệ ngũ (lớp 8), Đệ tứ (lớp 9).
Năm 1955, khi Quốc trưởng Bảo Đại bị truất phế sau một cuộc Trưng cầu dân ý do chính quyền Ngô Đình Diệm tổ chức vào tháng 5, trường Phương Mai được đổi tên thành trường Quang Trung. Trường mở thêm Đệ nhị cấp (Tương đương cấp THPT hiện nay).
Năm 1957, trường Quang Trung được đổi tên thành trường Bùi Thị Xuân. Theo quyết định của Bộ Quốc gia Giáo dục Việt Nam Cộng hòa năm ấy, các nam sinh của trường được chuyển sang trường nam trung học Trần Hưng Đạo (nay là Trường Đại học Yersin), trường Bùi Thị Xuân trở thành trường nữ trung học công lập đầu tiên của Đà Lạt và của cả khu vực Tây Nguyên lúc bấy giờ.
Từ năm 1975, khi đất nước đã hoàn toàn thống nhất, nhà trường không ngừng lớn mạnh về cơ sở vật chất, quy mô đào tạo và chất lượng giáo dục.
Từ những năm 1990, trường có cả hai cấp học với các tên gọi Trường phổ thông cấp II-III Bùi Thị Xuân, Trường trung học cơ sở & trung học phổ thông Bùi Thị Xuân.
Từ ngày 06/08/2010, thực hiện quyết định của Ủy ban nhân dân tỉnh Lâm Đồng, trường Bùi Thị Xuân chỉ có một cấp học duy nhất là cấp Trung học phổ thông.

### Hoạt động cổ vũ tinh thần yêu nước

#### Giai đoạn trước năm 1975[6]
Hình thành và phát triển trong giai đoạn đấu tranh chống đế quốc Mỹ và chính quyền Sài Gòn, hòa cùng nhân dân toàn miền Nam trong nhiệm vụ thực hiện cuộc cách mạng dân tộc dân chủ nhân dân tiến đến hòa bình thống nhất đất nước, thầy và trò trường Bùi Thị Xuân - Đà Lạt đã cùng nhân dân và học sinh sinh viên Đà Lạt tham gia vào các cuộc đấu tranh bạo động và bất bạo động nhằm giành chính quyền về tay nhân dân.
16/01/1965, nhằm hưởng ứng phong trào sục sôi chống Mỹ, chống chính quyền bù nhìn Trần Văn Hương ở Sài Gòn, Huế, Nha Trang, các nòng cốt cơ sở học sinh của nhà trường đã cùng với học sinh các trường Trần Hưng Đạo, Thăng Long, Bồ Đề và một số sinh viên Viện Đại học Đà Lạt thành lập "Lực lượng học sinh, sinh viên liên trường Đà Lạt" tiến hành các cuộc bãi khóa, xuống đường biểu tình với truyền đơn, biểu ngữ chống chính quyền Trần Văn Hương, khi đoàn biểu tình đi đến ngã ba Phan Đình Phùng - Hàm Nghi (nay là đường Nguyễn Văn Trỗi) đã bị lực lượng cảnh sát giã chiến và lính địa phương bao vây đàn áp làm 6 học sinh bị thương, 80 học sinh bị bắt. Ban lãnh đạo "Lực lượng học sinh, sinh viên liên trường Đà Lạt" đã tổ chức phát thanh tuyên truyền, kêu gọi binh lính, đồng bào, giới học sinh sinh viên thị xã Đà Lạt bãi khóa, bãi thị, đình công đấu tranh chống chính quyền Sài Gòn đàn áp học sinh - sinh viên.
03/1965, học sinh trường trung học Bùi Thị Xuân đã cùng với học sinh sinh viên Phật tử và hàng nghìn học sinh sinh viên trong thị xã Đà Lạt phát động phong trào "Rước đuốc thiêng", tuần hành từ chùa Linh Sơn đi khắp các đường phố chính của thị xã Đà Lạt nhằm phản đối chính sách đàn áp Phật giáo (Công điện số 9195 về việc Cấm treo cờ tôn giáo & Cuộc tàn sát Phật tử trước đài phát thanh Huế trong ngày lễ Phật Đản 2507) của Chính quyền Sài Gòn.
04/1965, học sinh nhà trường đã cùng với học sinh sinh viên Đà Lạt tuyên truyền vận động chống lại trò hề bầu cử Hội đồng thị xã Đà Lạt của chính quyền VNCH, góp phần làm cho ngày bầu cử ảm đạm với hơn một nửa số cử tri không tham gia bầu cử.
Từ tháng 3 - tháng 5/1966, học sinh trường Bùi Thị Xuân cùng với học sinh các trường Trần Hưng Đạo, Thăng Long,... sinh viên Viện Đại học Đà Lạt và nhân dân thị xã Đà Lạt đã tuần hành biểu tình, mít tinh, tuyệt thực phản đối chính quyền Sài Gòn đàn áp cuộc đấu tranh ở Quy Nhơn, tổ chức những đêm không ngủ mang tên "đêm ý thức cách mạng" tại khu Hòa Bình - chợ Đà Lạt với hàng trăm biểu ngữ, khẩu hiệu bằng tiếng Việt, Pháp, Anh đòi hòa bình, dân chủ, đòi Mỹ rút quân về nước, đồng thời cổ vũ tinh thần đấu tranh của nhân dân Đà Lạt. Đấu tranh bạo động khi chính quyền Sài Gòn huy động cảnh sát dã chiến đến giải tán cuộc đấu tranh của quần chúng đang diễn ra ở khu Hòa Bình.
28/9 - 03/10/1971, học sinh của trường cùng với các tầng lớp nhân dân Đà Lạt tổ chức nhiều cuộc mít tinh, biểu tình, những đêm không ngủ, hát vang những bài ca yêu nước do học sinh, sinh viên sáng tác, rải truyền đơn, căng biểu ngữ, phân phát bản Tuyên bố chung; mỗi ngày tổ chức 3 buổi phát thanh để phản đối cuộc bầu cử độc diễn ngày 03/10 của chính quyền Nguyễn Văn Thiệu, thông báo tình hình đấu tranh, kêu gọi nhân dân trong ngày bầu cử không đi bỏ phiếu. v.v...
Hoạt động cổ vũ tinh thần yêu nước còn diễn ra mạnh mẽ trong hoạt động báo chí, văn nghệ của nhà trường. Báo chí của trường thường viết về hòa bình, tự do, tình yêu quê hương, ôn lại những trang sử anh dũng, hào hùng của dân tộc Việt Nam,... Trường thường tổ chức các buổi nói chuyện, hùng biện, thuyết trình về tác phong thanh niên mới, tuyên truyền giáo dục chống lại văn hoá nô dịch của Mỹ. Học sinh của trường còn tham gia diễn văn nghệ, nhạc kịch nhằm tuyên truyền đấu tranh tại các rạp hát Hoà Bình, Ngọc Hiệp tại Đà Lạt và được quần chúng hoan nghênh, ủng hộ.
Một số học sinh của trường đã hy sinh trong khi chiến đấu chống lại đế quốc Mỹ và bọn tay sai. Những giáo viên, học sinh tiêu biểu trong tham gia đấu tranh chống Mĩ của nhà trường là: thầy Võ Văn Điểm, thầy Võ Quang Nghĩa, em Lê Thị Hẹ Em, em Võ Thị Mai, em Tôn Nữ Thị Nghĩa.

#### Giai đoạn sau năm 1975[9]
Sau ngày giải phóng miền Nam, thống nhất đất nước, các hoạt động xã hội, chính trị của nhà trường ngày càng phát triển mạnh mẽ dưới sự tổ chức, lãnh đạo của Chi bộ Đảng Cộng sản Việt Nam, Công đoàn, Hội Liên hiệp Thanh niên Việt Nam, Đoàn Thanh niên Cộng sản Hồ Chí Minh, Hội Chữ thập đỏ. Các hoạt động bao gồm: Xây dựng Nhà tình thương; Thăm viếng, chăm sóc phần mộ tại Nghĩa trang liệt sĩ Đà Lạt; Xây dựng quỹ học bổng Bùi Thị Xuân; Ra quân xây dựng thành phố xanh - sạch - đẹp; Cứu trợ, quyên góp cho đồng bào vùng bị thiên tai, bão lụt, đồng bào nghèo gặp khó khăn; hoạt động từ thiện giúp đỡ đồng bào ở xã Tà Nung - tp. Đà Lạt, xã Đạ Chairs - huyện Lạc Dương,... Diễn văn nghệ giao lưu tại xã Tà Nung - tp. Đà Lạt, xã Lát - huyện Lạc Dương; kết nghĩa, giúp đỡ chuyên môn và hỗ trợ cơ sở vật chất cho các trường ở xã Đạ Tông - huyện Đam Rông, trường THPT Langbiang - huyện Lạc Dương, trường TH & THCS Păng Tiêng - huyện Lạc Dương...

## Cơ sở vật chất và trang thiết bị[10]
Trường THPT Bùi Thị Xuân - Đà Lạt tọa lạc ở 1 địa điểm duy nhất tại địa chỉ 242 Bùi Thị Xuân - Phường 2 -Thành phố Đà Lạt. Toàn bộ khuôn viên nhà trường nằm trên khu đất có diện tích 49.508 mét vuông, đây là trường trung học có diện nhất lớn nhất thành phố. Hiện nay, một diện tích nhỏ đất của nhà trường đang bị người dân lấn chiếm trái phép.
Kiến trúc chính của trường là 4 dãy nhà, bao gồm các dãy nhà A, B, C là 3 dãy nhà học chính gồm 2 tầng tạo thành hình chữ U bao bọc lấy sân trường, và dãy nhà D gồm 3 tầng là dãy nhà mới được xây dựng theo hình chữ L chạy từ cánh hữu của cổng chính ra phía sau dãy nhà B. 4 dãy nhà được sơn màu hồng đặc trưng, nối với nhau bằng các dãy hành lang và hệ thống mái che để thuận tiện cho việc di chuyển giữa các khối nhà. Tổng diện tích phòng học của trường là 3.754 mét vuông với 49 phòng học chính phân bố trên 3 dãy nhà A, B, C. 8 phòng thực hành thí nghiệm riêng biệt cho từng bộ môn gồm: 1 phòng Công nghệ, 1 phòng Hóa học, 1 phòng Sinh học, 2 phòng Vật lý, 3 phòng Tin học, cùng với 5 phòng nghe nhìn, phòng Dinh dưỡng, hệ thống các phòng hành chính, phòng y tế, phòng truyền thống, phòng làm việc của ban giám hiệu, phòng hội đồng và hội trường, các kho thiết bị được tích hợp trên dãy nhà D (ngoại trừ phòng bộ môn Công nghệ nằm trên dãy nhà C). Các kiến trúc được bố trí nằm tách biệt với 4 dãy nhà trên là nhà thư viện, văn phòng Đoàn, phòng bảo vệ, nhà giữ xe cho giáo viên và học sinh, căn tin, nhà đa chức năng và hệ thống nhà vệ sinh. Tổng số phòng học được trang bị các thiết bị nghe nhìn hiện đại là 38 phòng.
Trường có 2 khu vực hoạt động thể chất là khu vực thể chất trong nhà và ngoài trời, 2 khu vực này nằm phía sau dãy nhà C. Khu hoạt động thể chất trong nhà là một tòa nhà đa chức năng rộng 548 mét vuông cung cấp không gian cho các hoạt động giáo dục thể chất, giáo dục quốc phòng, giáo dục hướng nghiệp và các hoạt động giáo dục ngoài giờ lên lớp. Khu vực hoạt động thể chất ngoài trời của trường bao gồm 1 sân bóng đá, 1 sân bóng rổ, 1 sân tích hợp bóng chuyền và bóng rổ, 2 đường nhảy xa, chạy đà và một đường chạy bộ bao quanh sân bóng đá.
Toàn bộ cơ sở vật chất nhà trường được xây dựng kiên cố, khuôn viên trường được bao bọc bởi hệ thống hàng rào xây dài 1467m và hệ thống cây xanh tách biệt với bên ngoài, tạo thành một môi trường học tập và làm việc tốt cho học sinh và giáo viên. Trường hiện đã được phủ sóng WiFi.

## Giáo dục và đào tạo

### Cơ cấu tổ chức
Trường được tổ chức với mô hình ban giám hiệu điều hành và quản lý chung với hiệu trưởng là thầy Nguyễn Hữu Hóa và 3 phó hiệu trưởng là thầy Trịnh Hoài Duy, cô Võ Thị Thanh Hiếu, thầy Phạm Hữu Luật. Công tác giáo dục được phân chia thành 13 tổ bộ môn riêng biệt với 87 giáo viên (theo thống kê năm học 2014-2015) đều đạt chuẩn và trên chuẩn (trình độ cử nhân và thạc sĩ) bao gồm: Toán học (14 giáo viên), Vật lý (11 giáo viên), Hóa học (10 giáo viên), Sinh học (6 giáo viên), Công nghệ (2 giáo viên), Ngữ văn (9 giáo viên), Lịch sử (5 giáo viên), Địa lý (3 giáo viên), Giáo dục công dân (3 giáo viên), Tiếng Anh (11 giáo viên), Tin học (5 giáo viên), Giáo dục thể chất (4 giáo viên), Giáo dục quốc phòng (3 giáo viên). Ngoài ra còn các phòng ban thực hiện công tác phục vụ vận hành trường gồm: Văn thư, Kế toán, Thủ quỹ, Y tế, Thư viện, Bảo vệ, Lao công.

### Chương trình đào tạo
Trường THPT Bùi Thị Xuân - Đà Lạt đào tạo học sinh theo một hệ duy nhất là hệ trung học phổ thông không chuyên kéo dài 3 năm thuộc quyền quản lý của trường Bùi Thị Xuân - Đà Lạt và Sở Giáo dục - Đào tạo Lâm Đồng. Học sinh đã tốt nghiệp cấp trung học cơ sở muốn nhập học tại trường phải tuân theo các phương thức tuyển sinh do Bộ Giáo dục và Đào Tạo, Sở Giáo dục - Đào tạo Lâm Đồng ban hành. Nhà trường tuân thủ theo chương trình giáo dục dành cho học sinh cấp THPT do Bộ Giáo dục và Đào Tạo, Sở Giáo dục và Đào tạo Lâm Đồng quy định; luôn phối hợp chặt chẽ với phụ huynh học sinh, ban đại diện cha mẹ học sinh trong công tác giáo dục và phối hợp giáo dục học sinh.
Trường thực hiện đào tạo ngôn ngữ Pháp cho học sinh đến hết năm học 2012-2013 thì chấm dứt. Theo quyết định của Sở Giáo dục - Đào tạo Lâm Đồng, toàn bộ học sinh lớp tiếng Pháp của trường được chuyển sang học chuyên tiếng Pháp tại trường THPT chuyên Thăng Long - Đà Lạt từ năm học 2013-2014.
Ngoài chương trình học chính khóa, trường Bùi Thị Xuân - Đà Lạt còn tổ chức cho học sinh các hoạt động phong phú, đa dạng giúp giáo dục toàn diện học sinh như hoạt động giáo dục hướng nghiệp, học nghề, hoạt động giáo dục ngoài giờ lên lớp, các hoạt động thể dục, thể thao, văn nghệ, hoạt động thi trên mạng trực tuyến quốc gia, bồi dưỡng học sinh giỏi, học ngoài giờ chính khóa, thi thử đại học, sinh hoạt các câu lạc bộ học tập, hoạt động sinh hoạt ngoại khóa, tham quan thực tế, các hoạt động tập dượt và nghiên cứu khoa học,...
Học sinh sau khi đã hoàn thành chương trình giáo dục tại trường hoàn toàn có đầy đủ khả năng theo học tại các môi trường giáo dục đào tạo trong nước và quốc tế.
Nhà trường hiện đang thực hiện ứng dụng công nghệ thông tin trong công tác quản lý.

### Thành tích và vinh dự
Ngày 23/12/1980, trường vinh dự đón tiếp Thủ tướng Phạm Văn Đồng.
Năm 1983, Đại tướng Võ Nguyên Giáp đã về thăm và động viên thầy trò của trường.
Năm học 2006-2007 và 2007-2008, trường nhận bằng khen của Bộ Giáo dục. Từ đó đến nay, trường nhận được nhiều bằng khen của tỉnh Lâm Đồng và của các cơ quan ban ngành khác.
Ngày 29/12/2011, giáo sư Trần Văn Khê đã đến thăm và nói chuyện về chủ đề "Văn hóa ứng xử học đường" với thầy, trò trường THPT Bùi Thị Xuân - Đà Lạt.
Ngày 17/11/2012, trường THPT Bùi Thị Xuân - Đà Lạt đón nhận bằng công nhận Trường đạt chuẩn Quốc gia.
Ngày 03/09/2013, trường đón tiếp Chủ tịch nước Trương Tấn Sang về tham dự lễ khai giảng năm học 2013-2014.
Ngày 19/11/2017, trường được Chủ tịch nước Trần Đại Quang trao tặng Huân chương Lao động hạng Ba.
Hằng năm, đội tuyển học sinh giỏi của trường tham dự kỳ thi học sinh giỏi cấp tỉnh đạt từ 25-30 giải, số lượng học sinh của nhà trường đạt danh hiệu Học sinh giỏi Quốc gia ngày càng tăng. Tỷ lệ học sinh đỗ tốt nghiệp nhiều năm đạt 100%; nhiều học sinh của trường đậu thủ khoa Kỳ thi THPT Quốc gia toàn tỉnh Lâm Đồng, tỷ lệ học sinh đỗ nguyện vọng 1 các trường Đại học, Cao đẳng và Trung cấp chuyên nghiệp của nhà trường hằng năm đạt trên 85% - ở tốp đầu của tỉnh.
Trong những năm học gần đây, trường THPT Bùi Thị Xuân - Đà Lạt luôn có nhiều nhóm học sinh tham gia nghiên cứu khoa học với các đề tài đạt giải cấp tỉnh và cấp quốc gia, tiêu biểu, năm học 2016 - 2017, học sinh của trường đã có 01 đề tài nghiên cứu khoa học (công trình Kính thông minh hỗ trợ người khiếm thị) đạt giải Nhì trong cuộc thi Sáng tạo Thanh thiếu niên Nhi đồng toàn quốc lần thứ 12 của Quỹ Hỗ trợ sáng tạo kỹ thuật Việt Nam (VIFOTEC), 01 giải Nhất cấp quốc gia học sinh thi vận dụng kiến thức liên môn giải quyết các vấn đề thực tiễn...
Hoạt động thể dục thể thao của nhà trường cũng như của ngành và địa phương đều đạt thành tích cao, cụ thể, trong Hội khỏe Phù Đổng cấp tỉnh năm 2012, trường đã đạt giải Nhì toàn đoàn.

## Hoạt động ngoại khóa
Trường THPT Bùi Thị Xuân - Đà Lạt là một trong những trường mạnh trong các phong trào hoạt động ngoại khóa so với các trường trên địa bàn thành phố Đà Lạt . Tất cả các hoạt động ngoại khóa của học sinh trường Bùi Thị Xuân - Đà Lạt đều do ban giám hiệu và Ban chấp hành Đoàn trường Bùi Thị Xuân phụ trách.
Các hoạt động ngoại khóa được tổ chức cho học sinh rất đa dạng, phong phú: Hội thi làm lồng đèn Trung thu, Văn nghệ chào mừng ngày Nhà giáo Việt Nam 20/11, Hội trại kỷ niệm ngày thành lập Đoàn Thanh niên Cộng sản Hồ Chí Minh, Hội chợ xuân, Giải bóng đá nam toàn trường, Cuộc thi Rung chuông vàng, Cuộc thi Học sinh Bùi Thị Xuân thanh lịch, các câu lạc bộ học tập môn Tin học, Toán học, Vật lý, Tiếng Anh,... câu lạc bộ tuyên truyền pháp luật, giao lưu với các trường bạn trong và ngoài tỉnh Lâm Đồng... Trường còn mời lực lượng công an đến tuyên truyền, phổ biến pháp luật, các chuyên gia đến tư vấn hướng nghiệp, giáo dục giới tính và kỹ năng sống cho học sinh. Học sinh của trường còn là lực lượng hùng hậu tham gia vào các hoạt động của thành phố Đà Lạt, các hoạt động do Thành Đoàn Đà Lạt tổ chức, các hoạt động hưởng ứng, phục vụ cho Festival Hoa Đà Lạt, Kỷ niệm hình thành và phát triển thành phố,...và luôn đạt được thành tích cao. 
Ngoài ra, các tổ chuyên môn của trường còn tổ chức các buổi thực tế cho học sinh tại các viện bảo tàng, các khu bảo tồn sinh học, vườn quốc gia,... trong và ngoài tỉnh Lâm Đồng.

## Các đời hiệu trưởng[18]
- 08/1952 - 07/1954: Thầy Nguyễn Thúc Quýnh
- 08/1954 - 07/1956: Thầy Phạm Văn Nam.
- 08/1956 - 01/1957: Thầy Nguyễn Viết An.
- 02/1957 - 07/1957: Thầy Trịnh Huy Tiến.
- 08/1957 - 07/1959: Cô Đỗ Hoàng Hoa.
- 07/1959 - 12/1963: Cô Nguyễn Khoa Diệu Liễu.
- 07/1963 - 06/1970: Cô Đinh Thị Lệ Minh.
- 08/1970 - 07/1973: Cô Thân Thị Hồng.
- 08/1973 - 03/1975: Cô Trần Phương Thu.
- 30/04/1975 - 1978: Thầy Võ Quang Nghĩa.
- 1978 - 1986: Thầy Lê Ngọc Hiểu.
- 1986 - 1988: Cô Bùi Thị Thái Lai.
- 1988 - 1992: Thầy Nguyễn Thành Lý.
- 1992 - 2002: Thầy Võ Thanh Hùng.
- 2002 - 2007: Cô Trần Thị Nghĩa.
- 2007 - 2011: Thầy Lê Ngọc Sử
- Từ 2011 đến nay: Thầy Nguyễn Hữu Hóa.

## Giáo viên và học sinh tiêu biểu

### Giáo viên
- Thầy Tạ Tất Thắng[19]: là một trong những thầy giáo đầu tiên của trường, là người thầy tiên phong trong việc dạy ngôn ngữ Anh tại Đà Lạt từ những năm 1950, ông đã đào tạo nhiều thế hệ học trò lẫn thầy, cô giáo dạy tiếng Anh trong tỉnh Lâm Đồng cũng như trên cả nước.
- Thầy Nguyễn Hữu Hiền: giáo viên môn Vật lý, sau chuyển công tác về Thành phố Hồ Chí Minh.
- Thầy Lương Mậu Dũng: giáo viên môn Toán học, sau chuyển công tác về trường THPT Lê Quý Đôn - Thành phố Hồ Chí Minh (nay đã nghỉ hưu).
- Thầy Nguyễn Văn Hạnh: giáo viên môn Sinh học, giáo viên giỏi cấp tỉnh Lâm Đồng.

Nhiều giáo viên giỏi, đã trở thành cán bộ lãnh đạo của ngành hoặc được chọn làm cán bộ nòng cốt của Sở Giáo dục & Đào tạo trong chuyên môn:
- Cô Đàm Thị Kinh: Giám đốc Sở Giáo dục & Đào tạo Lâm Đồng.
- Thầy Huỳnh Văn Bảy: Phó Giám đốc Sở Giáo dục & Đào tạo Lâm Đồng.
- Thầy Nguyễn Thái Xuân: Phó giám đốc phụ trách chuyên môn Sở Giáo dục & Đào tạo Lâm Đồng.
- Thầy Cái Triêm: Giáo viên môn Toán học.
- Thầy Lê Bình: Giáo viên môn Vật lý.
- Cô Đồng Thị Yến Trang: Giáo viên môn Anh văn.[20] v.v...

### Học sinh
Nhiều học sinh lớn lên dưới mái trường này, đã trưởng thành và đạt được thành công trong các lĩnh vực văn hóa, kinh tế, chính trị, giáo dục: 
- Bà Trương Thị Mai: Bí thư Trung ương Đảng, Trưởng Ban Dân vận Trung ương Đảng Cộng sản Việt Nam, Ủy viên Bộ Chính trị Ban Chấp hành Trung ương Đảng Cộng sản Việt Nam khóa XII (2015-2020)
- Cô Thanh Tuyền: Nữ Danh ca Việt Nam
- Ông Nguyễn Hữu Toàn Phan: Tiến sĩ, Viện trưởng Viện nghiên cứu khoa học Tây Nguyên.
- Anh Nguyễn Đình Thái San: Diễn viên, ca sĩ, người mẫu, biên kịch phim, đạo diễn.
- Anh Đình Nguyên: Ca sĩ
- Anh Bùi Nguyễn Trung Quân: Ca sĩ
- Cô Lê Thy Ngọc (MisThy): Diễn viên, Tiktoker, Streamer

## Trường kết nghĩa
- Trường THPT Bùi Thị Xuân, Thành phố Hồ Chí Minh[21]